# ファルツ航空機製造会社

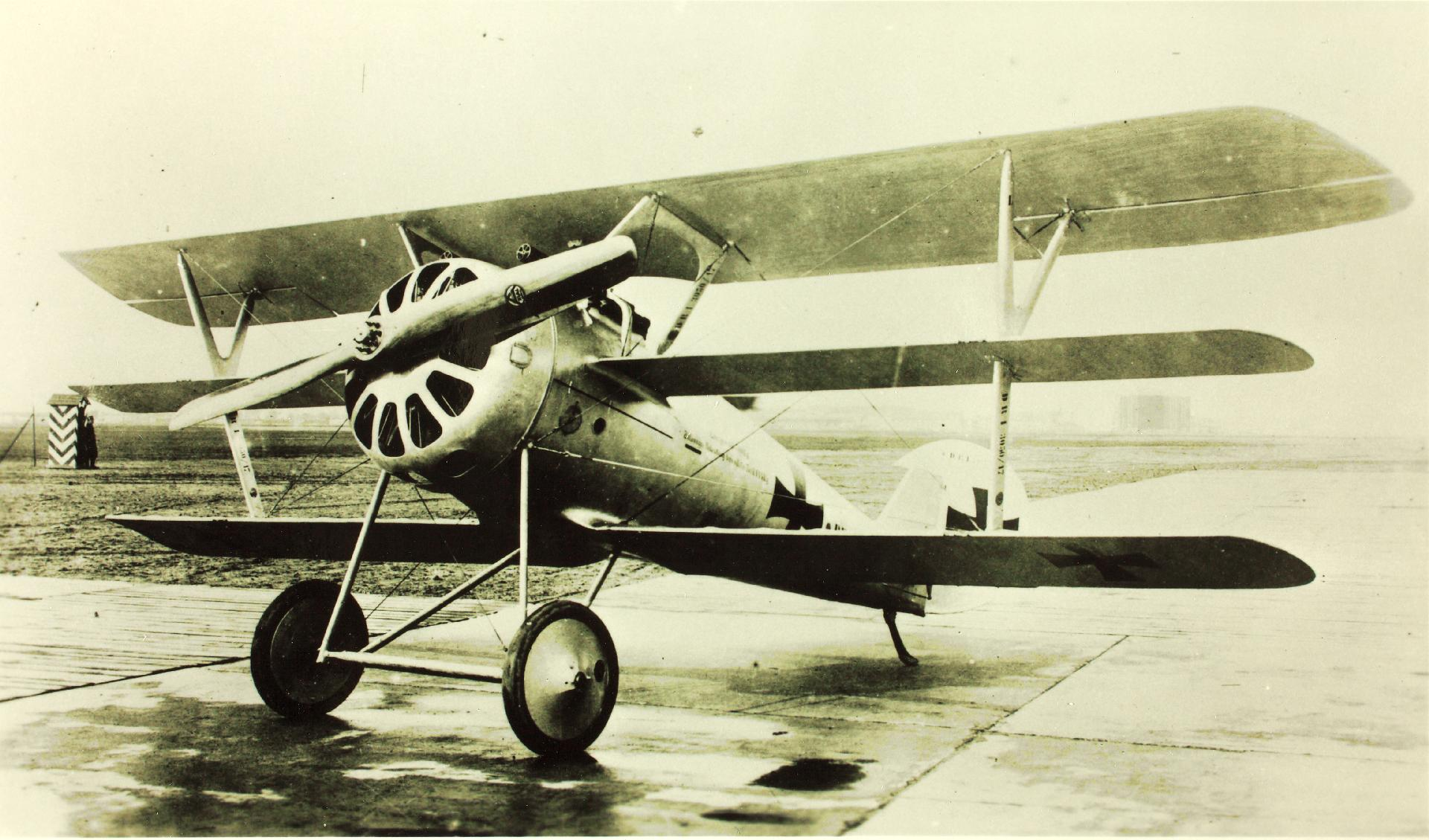
Pfalz Dr.I

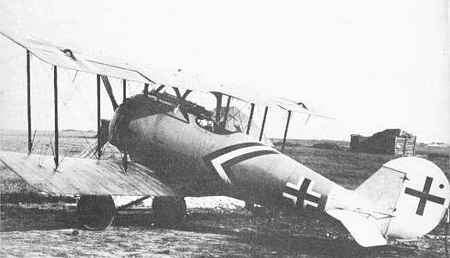
Pfalz D.VIII

ファルツ航空機製造会社（Pfalz Flugzeugwerke）は第一次世界大戦期のドイツの航空機メーカーある。ラインラントのスペイエル飛行場にあった。一連の戦闘機を製造し、ファルツ D.IIIやファルツ D.XIIなどが有名である。停戦後、フランスの占領により、すべての設備が押収されたため倒産した。その後、工場は多くの航空メーカーが利用し、1997年に部品メーカー、PFWとして、再建された。

## 歴史
1912年から1913年頃に工場所有者の息子アルフレート・エーベルブーシュAlfred Eversbuschによって、自らの飛行機の製造のために設立されたの始まる。1913年6月13日、家族や何人かの出資によって、設立された。いくつかの事業が企画されたが、1914年2月6日、スペイエル飛行場に工場用地を得て、第一次世界大戦の始まる1月前に工場は完成した。
この時点でモラーヌ・ソルニエ単葉機のライセンスを得た航空機の製造を行ったが、ローラント D.I とローラント D.IIの製造にシフトした。ローラント D.IIは1916年末まで製造されたが、性能は旧式なものになっていた。独自の設計を行った、ファルツ D.IIIは1917年8月から運用が開始されたが、アルバトロス D.V.などに比べると性能が劣り、降下速度を生かした観測気球の攻撃任務などに使われた。600機ほどのD.IIIと改良型のD.IIIaが1年間ほど生産された。
D.IIIにジーメンス・ハルスケのSh.IIIロータリーエンジンを搭載されたものが、ファルツ D.VIIIであり、優れた上昇力が特徴であったが、エンジンの信頼性に問題があり、少数の生産にとどまった。三葉機とされ、ファルツ Dr.Iとなり、1918年1月に行われた戦闘機の競争試作に参加したが、フォッカー Dr.Iに敗れ、10数機の生産に止まった。
D.IIIを改良し一葉半の構造をフランスのSPADのような複葉にしたのがファルツ D.XIIで、1918年6月の戦闘機の競争試作に参加し、フォッカーの単葉機 E.Vなどと争った。外観や性能はフォッカー D.VIIに近かったが、操縦性に劣り、着陸が難しかった。停戦までに800機が生産された。多くは戦争を生き残り、連合軍に戦利品として接収され、後に『地獄の天使』などの映画で使用された。
戦争が終わると、ファルツの工場はフランスの占領地となり、設備は持ち去られた。1919年にA.G. Pfalzとして工業製品の製造、販売を行う会社として再建されたが、1932年の恐慌で倒産した。1937年10月1日、Saarpfalz Flugwerkeとして航空機の修理事業の会社として再建された。スペイエル飛行場は閉鎖されていたが、1938年に飛行場も再開された。
1937年の終わりに200人ほどの従業員で始められた会社は、戦争の開始により従業員が500人となり、戦争の終わりには従業員は1,500になった。この間、フォッケウルフ Fw 58、ハインケル He 45、ハインケル He 46、He 51、He111、ユンカース Ju 52、Ju 88などを生産した。アメリカ軍とフランス軍が進出してきたことにより生産活動は終了した。
戦後はエルンスト・ハインケルがスペイエル工場を購入し、バブルカーのハインケル カビーネの生産に用いた。1964年に航空会社VFWができるとスペイエル工場はC-160 トランザールの生産に用いられ UH-1 や CH-53 Sea Stallionの部品の生産を行い、他の航空機メーカーの部品生産も行われた。1983年にメッサーシュミット・ベルコウ・ブロームに買収され、ヘリコプターの修理工場となったが、1989年にMBBはダイムラークライスラー・エアロスペースに吸収された。1997年1月1日に再び Pfalz Flugzeugwerkeとしてヘリコプターの修理業務を行っている。